# Kaarlo Maaninka
Kaarlo Maaninka (Finlandia, 25 de diciembre de 1953) es un atleta finlandés retirado, especializado en la prueba de 5000 m en la que llegó a ser medallista de bronce olímpico en 1980.

## Carrera deportiva
En los JJ. OO. de Moscú 1980 ganó la medalla de bronce en los 5000 metros, con un tiempo de 13:22.00 segundos, llegando a meta tras el etíope Miruts Yifter y el tanzano Suleiman Nyambui (plata).